# 條腹線天竺鯛
條腹線天竺鯛，為輻鰭魚綱鈎頭魚目天竺鯛科的其中一個種。

## 分布
本魚分布於印度太平洋區，包括東非、南非、馬達加斯加、斯里蘭卡、台灣、菲律賓、巴布亞紐幾內亞、印尼、澳洲等海域。

## 特徵
本魚體延長而側扁，眼大，口大略下位。魚體呈淡褐色，體側具一黑色綜紋從吻尖經過眼睛到鰓蓋的角；第一背鰭的頂端及尾部具黑色斑塊。有時在側邊上有黃色的條紋，背鰭硬棘7枚；背鰭軟條9枚；臀鰭硬棘2枚；臀鰭軟條8枚，體長可達8公分。

## 生態
本魚棲息於較深的岩礁區，成小群活動，白天躲藏於岩架下或岩洞中，夜間出來覓食，屬肉食性。繁殖期時，雄魚具有口孵習性，卵約7日化成仔魚，由雄魚吐出，具短暫的仔魚飄浮期。

## 經濟利用
可食用，但多作為觀賞魚。